# Mr.Children 2003-2015 Thanksgiving 25
『Mr.Children 2003-2015 Thanksgiving 25』（ミスター・チルドレン にせんさん にせんじゅうご サンクスギヴィング にじゅうご）は、日本のバンド・Mr.Childrenの配信限定ベスト・アルバム。2017年5月10日にトイズファクトリーより発売された。

## 音楽性
Mr.Childrenのメジャー・デビュー25周年を記念したベスト・アルバム。2003年から2015年までに発表された楽曲のうち、全25曲を収録。ただし、シングル曲としては27thシングル『四次元 Four Dimensions』収録曲「ヨーイドン」と、配信限定シングルとしてリリースされた「かぞえうた」「hypnosis」「REM」「放たれる」が未収録となっている。

## リリース・プロモーション
Mr.Childrenのアルバムとしては初となる配信限定でのリリース。1年間の期間限定配信で、配信限定ベスト・アルバム『Mr.Children 1992-2002 Thanksgiving 25』と同時発売。
本作配信最終日となる2018年5月9日、これまでリリースされた全楽曲のダウンロード・サブスクリプション配信が翌日の5月10日より解禁となることが発表された。

## アートワーク
本作のアートディレクターは森本千絵が担当。2017年1月10日に掲載されたMr.Childrenのメジャー・デビュー25周年の新聞広告と同一のビジュアルが使用されている。「七福神」をイメージしており、過去のMr.Childrenの作品のアートワークを立体にしてコラージュしている。森本以外のアートディレクターによる作品のビジュアルも登場しており、使用に際し森本はそれらの作品に携わったアートディレクターに手紙を書き、快諾を受けたという。また、メンバー4人は1stシングル『君がいた夏』のジャケットと同じ構図で撮影されている。

## ツアー
2017年6月10日から9月9日まで、9会場15公演に渡るドーム・スタジアムツアー『Mr.Children DOME & STADIUM TOUR 2017 Thanksgiving 25』を開催、約70万人を動員した。メジャー・デビュー25周年を記念したツアーで、大半がシングル曲で構成されたセットリストとなった。ツアータイトルについて、田原健一はスタジアムツアー『Mr.Children Stadium Tour -Hounen Mansaku- 夏祭り1995 空[ku:]』のような名前を付けたかったといい、桜井和寿は「『僕らおめでとう!』ではなくて、聞いてくださっているリスナーの方や足を運んでくださっているお客さんに対しての25周年分の感謝を伝えたい。っていう気持ちがそのままタイトルになったような感じ」と語っている。
サポートメンバーとして、SUNNY（キーボード・コーラス）、山本拓夫（サクソフォーン・フルート）、icchie（トランペット・トロンボーン）、チャラン・ポ・ランタンの小春（アコーディオン・コーラス）がホールツアー『Mr.Children Tour 2016 虹』『Mr.Children Hall Tour 2017 ヒカリノアトリエ』から引き続き参加。加えて、アリーナツアー『Mr.Children HOME TOUR 2007』およびスタジアムツアー『Mr.Children HOME TOUR 2007 -in the field-』以来10年ぶりに西村浩二（トランペット）、四家卯大（チェロ）、沖祥子（ヴァイオリン）も帯同し、計11人編成での演奏、パフォーマンスとなった。また、本ツアーのミュージック・ディレクターをケン・マスイが、クリエイティブ・ディレクターを丹下紘希が務めた。
ツアー最終日となる2017年9月9日に行なわれた熊本・えがお健康スタジアム公演の模様は、ライブ・ビデオ『Mr.Children DOME & STADIUM TOUR 2017 Thanksgiving 25』で映像化されたほか、2017年12月23日にBSスカパー!の特別番組『Mr.Children 25th Anniversary Live Special』で一部が放送された。また、2020年4月18日よりMr.Childrenの公式YouTubeチャンネルで本作品のライブ映像が期間限定公開されている。

## チャート成績
初週で約4.3万ダウンロードを計上し、2017年5月22日付のオリコン週間デジタルアルバムチャートで初登場2位を獲得。同時発売された配信限定ベスト・アルバム『Mr.Children 1992-2002 Thanksgiving 25』と合わせ、同チャートの1位と2位を独占した。翌週も約1.2万ダウンロードを記録し、2週連続で両作共に1位と2位をキープした。また、2017年5月17日公開のBillboard JAPAN週間総合アルバムチャート「Billboard Japan Hot Albums」でも、配信限定でのリリースながら初登場2位にランクイン。『Mr.Children 1992-2002 Thanksgiving 25』と合わせ、同チャートでも1位と2位を占めることとなった。
2017年度のオリコン年間デジタルアルバムチャートおよびBillboard JAPAN年間ダウンロードアルバムチャート「Billboard Japan Download Albums of the Year 2017」では共に2位を記録し、『Mr.Children 1992-2002 Thanksgiving 25』と合わせて両チャートの1位と2位を独占した。なお、Billboard JAPAN年間総合アルバムチャート「Billboard Japan Hot Albums of the Year 2017」では10位となった。

## 収録内容
| 全作詞・作曲: 桜井和寿。 |                      |           |            |                        |                                                          |      |
| #                        | タイトル             | 作詞      | 作曲・編曲 | 編曲                   |                                                          | 時間 |
| 1.                       | 「掌」               | 桜井和寿  | 桜井和寿   | Mr.Children & 小林武史 |                                                          | 5:04 |
| 2.                       | 「くるみ」           | 桜井和寿  | 桜井和寿   | Mr.Children & 小林武史 | 弦編曲: 小林武史 & 四家卯大                              | 5:32 |
| 3.                       | 「タガタメ」         | 桜井和寿  | 桜井和寿   | Mr.Children & 小林武史 | 弦編曲: 小林武史 & 四家卯大                              | 6:52 |
| 4.                       | 「Sign」             | 桜井和寿  | 桜井和寿   | Mr.Children & 小林武史 | 弦編曲: 小林武史 & 四家卯大                              | 5:24 |
| 5.                       | 「未来」             | 桜井和寿  | 桜井和寿   | Mr.Children & 小林武史 |                                                          | 5:22 |
| 6.                       | 「and I love you」   | 桜井和寿  | 桜井和寿   | Mr.Children & 小林武史 |                                                          | 5:05 |
| 7.                       | 「ランニングハイ」   | 桜井和寿  | 桜井和寿   | Mr.Children & 小林武史 | 管編曲: 小林武史 & 山本拓夫                              | 5:19 |
| 8.                       | 「箒星」             | 桜井和寿  | 桜井和寿   | Mr.Children & 小林武史 |                                                          | 5:11 |
| 9.                       | 「しるし」           | 桜井和寿  | 桜井和寿   | Mr.Children & 小林武史 | 弦編曲: 小林武史 & 四家卯大                              | 7:10 |
| 10.                      | 「フェイク」         | 桜井和寿  | 桜井和寿   | Mr.Children & 小林武史 |                                                          | 4:54 |
| 11.                      | 「旅立ちの唄」       | 桜井和寿  | 桜井和寿   | Mr.Children & 小林武史 | 弦編曲: 小林武史 & 四家卯大                              | 5:35 |
| 12.                      | 「GIFT」             | 桜井和寿  | 桜井和寿   | Mr.Children & 小林武史 | 弦編曲: 小林武史 & 四家卯大                              | 5:48 |
| 13.                      | 「HANABI」           | 桜井和寿  | 桜井和寿   | Mr.Children & 小林武史 | 弦編曲: 小林武史 & 四家卯大                              | 5:42 |
| 14.                      | 「花の匂い」         | 桜井和寿  | 桜井和寿   | Mr.Children & 小林武史 |                                                          | 5:12 |
| 15.                      | 「エソラ」           | 桜井和寿  | 桜井和寿   | Mr.Children & 小林武史 | 管編曲: 小林武史 & 山本拓夫、弦編曲: 小林武史 & 四家卯大 | 5:06 |
| 16.                      | 「fanfare」          | 桜井和寿  | 桜井和寿   | Mr.Children & 小林武史 | 管編曲: 小林武史 & 山本拓夫、弦編曲: 小林武史 & 四家卯大 | 6:17 |
| 17.                      | 「365日」            | 桜井和寿  | 桜井和寿   | Mr.Children & 小林武史 | 弦編曲: 小林武史 & 四家卯大                              | 5:36 |
| 18.                      | 「擬態」             | 桜井和寿  | 桜井和寿   | Mr.Children & 小林武史 |                                                          | 5:50 |
| 19.                      | 「祈り 〜涙の軌道」  | 桜井和寿  | 桜井和寿   | Mr.Children & 小林武史 | 弦編曲: 小林武史 & 四家卯大                              | 5:43 |
| 20.                      | 「End of the day」   | 桜井和寿  | 桜井和寿   | Mr.Children & 小林武史 | 管・弦編曲: 小林武史 & 四家卯大                          | 5:49 |
| 21.                      | 「pieces」           | 桜井和寿  | 桜井和寿   | Mr.Children & 小林武史 | 弦編曲: 小林武史 & 四家卯大                              | 6:33 |
| 22.                      | 「足音 〜Be Strong」 | 桜井和寿  | 桜井和寿   | Mr.Children            | 弦編曲: 桜井和寿 & 四家卯大                              | 4:59 |
| 23.                      | 「Starting Over」    | 桜井和寿  | 桜井和寿   | Mr.Children            | 弦編曲: 桜井和寿 & 四家卯大                              | 4:59 |
| 24.                      | 「進化論」           | 桜井和寿  | 桜井和寿   | Mr.Children            |                                                          | 5:42 |
| 25.                      | 「未完」             | 桜井和寿  | 桜井和寿   | Mr.Children            | 弦編曲: 桜井和寿 & 四家卯大                              | 4:50 |
| 合計時間:                | 合計時間:            | 合計時間: | 合計時間:  | 139:34                 |                                                          |      |

## 楽曲解説
1. 掌
  - 25thシングル。
2. くるみ
  - 25thシングル。
  - NTTドコモ・NTTドコモ東北CMソング。
3. タガタメ
  - 11thアルバム『シフクノオト』収録曲。
  - 日清食品「カップヌードル "NO BORDER"」CMソング[25]。
  - 愛・地球博「国際赤十字・赤新月パビリオン」イメージソング[26]。
4. Sign
  - 26thシングル。
  - TBS系日曜劇場『オレンジデイズ』主題歌[27]。
  - 住友生命CMソング[28]。
5. 未来
  - 27thシングル『四次元 Four Dimensions』収録曲。
  - 大塚製薬「ポカリスエット」CMソング[29]。
6. and I love you
  - 27thシングル『四次元 Four Dimensions』収録曲。
  - 日清食品「カップヌードル "NO BORDER"」CMソング[30]。
7. ランニングハイ
  - 27thシングル『四次元 Four Dimensions』収録曲。
  - 東映配給映画『フライ,ダディ,フライ』主題歌[29]。
8. 箒星
  - 28thシングル。
  - トヨタ自動車「トビラを開けよう」キャンペーンCMソング[31]。
9. しるし
  - 29thシングル。
  - 日本テレビ系水曜ドラマ『14才の母』主題歌[32]。
10. フェイク
  - 30thシングル。
  - 東宝配給映画『どろろ』主題歌[33]。
11. 旅立ちの唄
  - 31stシングル。
  - 東宝配給映画『恋空』主題歌[34]。
  - NTT東日本企業広告CMソング[35]。
12. GIFT
  - 32ndシングル。
  - NHK北京オリンピック・パラリンピック放送テーマソング[36]。
  - 資生堂「MAQuillAGE」CMソング[37]。
  - キリンビール「麒麟特製 豊潤レモンサワー」CMソング[38]。
  - シングルバージョンでの収録。本バージョンのアルバム収録はこれが初となる。
13. HANABI
  - 33rdシングル。
  - フジテレビ系木曜劇場『コード・ブルー -ドクターヘリ緊急救命-』主題歌[39]。
  - フジテレビ系月9ドラマ『コード・ブルー -ドクターヘリ緊急救命- 2nd season』主題歌[40]。
  - フジテレビ系月9ドラマ『コード・ブルー -ドクターヘリ緊急救命- 3rd season』主題歌[41]。
  - 東宝配給映画『劇場版 コード・ブルー -ドクターヘリ緊急救命-』主題歌[42]。
  - 住友生命「あなたは、つづく。篇」CMソング[43]。
14. 花の匂い
  - 1st配信限定シングル。
  - 東宝配給映画『私は貝になりたい』主題歌[44]。
15. エソラ
  - 15thアルバム『SUPERMARKET FANTASY』収録曲。
16. fanfare
  - 2nd配信限定シングル。
  - 東映配給映画『ONE PIECE FILM STRONG WORLD』主題歌[45]。
17. 365日
  - 16thアルバム『SENSE』収録曲。
  - NTT東日本・NTT西日本CFタイアップソング[46]。
  - NTTドコモ「docomo 25th Anniversary キャンペーン」CMソング[47][48]。
18. 擬態
  - 16thアルバム『SENSE』収録曲。
19. 祈り 〜涙の軌道
  - 34thシングル。
  - 東宝/アスミック・エース配給映画『僕等がいた 前篇』主題歌[49]。
20. End of the day
  - 34thシングル。
21. pieces
  - 34thシングル。
  - 東宝/アスミック・エース配給映画『僕等がいた 後篇』主題歌[49]。
22. 足音 〜Be Strong
  - 35thシングル。
  - フジテレビ系月9ドラマ『信長協奏曲』主題歌[50]。
  - 東宝配給映画『信長協奏曲』主題歌[51]。
  - 住友生命「あなたは、つづく。足音 ～Be Strong篇」CMソング[52]。
23. Starting Over
  - 18thアルバム『REFLECTION』収録曲。
  - 東宝配給映画『バケモノの子』主題歌[53]。
24. 進化論
  - 18thアルバム『REFLECTION』収録曲。
  - 日本テレビ系情報番組『NEWS ZERO』2015年度テーマソング[54]。
25. 未完
  - 18thアルバム『REFLECTION』収録曲。